# Brabham BT48
Brabham BT48 — гоночный автомобиль команды Формулы-1 Parmalat Racing Team, выступавший в Чемпионате мира 1979 года.

## История
Модель BT48 представляла собой автомобиль-крыло с узким монококом и продольными боковыми понтонами. Как и у Lotus 80, первоначально у него не было заднего крыла — конструктор Гордон Марри продлил боковые понтоны назад до задней оси. Однако, как и в случае с Lotus, автомобиль обладал недостаточной прижимной силой, поэтому пришлось использовать традиционное заднее крыло.
Марри был первым среди современных конструкторов, кто вернулся к размещению задних тормозов за пределами шасси, что позволило улучшить прохождение воздушного потока через боковые понтоны, хотя, безусловно, это способствовало увеличению неподрессоренных масс. Узкий монокок Brabham был изготовлен из экзотических материалов, таких как сотопласт или графитовое волокно в сочетании с традиционной алюминиевой фольгой.
Двигатель Alfa Romeo также был новым. Первоначально 12-цилиндровый агрегат имел угол развала цилиндров 180°, но фирма Autodelta из Милана под руководством инженера Карло Кити разработала его версию с меньшим углом развала цилиндров — V12 60°. Переход Alfa к V12 позволил команде извлечь из концепции автомобиля-крыла больше преимуществ.
Благодаря двигателю Alfa Romeo V12, Brabham BT48 Лауды и Пике, как правило, заканчивали квалификации в пределах первой трети стартовой решетки, но в гонках их мучили механические проблемы. Гонщикам удалось набрать лишь семь очков в зачёт Кубка конструкторов.
В последний раз BT48 использовался на внезачетном Гран-при Дино Феррари в Имоле, где Лауда одержал победу. Это был единственный успех Brabham в сезоне 1979 г., и в конце сезона на Гран-при Канады появился новый Brabham BT49. Он представлял собой укороченную версию BT48, оснащенную старым проверенным восьмицилиндровым двигателем Ford-Cosworth DFV.

## Результаты выступлений в гонках
| Год  | Шасси        | Двигатель                  | Шины | Пилоты | 1    | 2    | 3   | 4    | 5    | 6    | 7    | 8    | 9    | 10   | 11   | 12   | 13   | 14  | 15  | Место | Очки |
| ---- | ------------ | -------------------------- | ---- | ------ | ---- | ---- | --- | ---- | ---- | ---- | ---- | ---- | ---- | ---- | ---- | ---- | ---- | --- | --- | ----- | ---- |
| 1979 | Brabham BT48 | Alfa Romeo-1260 V12, 3,0 л | G    |        | АРГ  | БРА  | ЮАР | СШЗ  | ИСП  | БЕЛ  | МОН  | ФРА  | ВЕЛ  | ГЕР  | АВТ  | НИД  | ИТА  | КАН | США | 8     | 7    |
| 1979 | Brabham BT48 | Alfa Romeo-1260 V12, 3,0 л | G    | Лауда  | Сход | Сход | 6   | Сход | Сход | Сход | Сход | Сход | Сход | Сход | Сход | Сход | 4    |     |     | 8     | 7    |
| 1979 | Brabham BT48 | Alfa Romeo-1260 V12, 3,0 л | G    | Пике   | НС   | Сход | 7   | 8    | Сход | Сход | 7    | Сход | Сход | 12   | Сход | 4    | Сход |     |     | 8     | 7    |

| Легенда к таблице |                                                                    |
| --- | ------------------------------------------------------------------ |
| В таблице перечислены результаты всех Гран-при Формулы-1, в которых использовался автомобиль. Строками таблицы являются сезоны, столбцами — этапы чемпионата мира. В каждой клетке указаны сокращённое название этапа и результат, дополнительно обозначенный цветом. Расшифровка обозначений и цветов представлена в нижеследующей таблице. |                                                                    |
| \| Пример \| Описание \| \| ------------ \| ------------------------------------------------------------------ \| \| 1 \| Победитель \| \| 2 \| Второе место \| \| 3 \| Третье место \| \| 5 \| Финишировал, заработав очки \| \| Сход \| Не финишировал, но при этом заработал очки \| \| 12 \| Финишировал, не получив очков \| \| НКЛ \| Финишировал, но не попал в финальную классификацию \| \| 15 \| Участвовал вне зачёта, либо по отдельной классификации \| \| 18 \| Не финишировал, но попал в финальную классификацию \| \| Сход \| Не финишировал \| \| НКВ \| Не прошёл квалификацию \| \| НПКВ \| Не прошёл предквалификацию \| \| ДСК \| Дисквалифицирован \| \| ИСК \| Исключён из протокола соревнований \| \| ТТ \| Заявлен для участия только в тренировках \| \| НС \| Участвовал в квалификации, но не стартовал в гонке \| \| Т \| Травмирован или болен \| \| ОТК \| Отказ от участия \| \| НТР \| Прибыл на соревнования, но на трассу не выезжал \| \| НПР \| Был заявлен в числе участников, но не прибыл к началу соревнований \| \| О \| Соревнования отменены \| \| \| Не участвовал \| \| Поул-позиция \| \| \| Быстрый круг \| \| |                                                                    |
| Пример | Описание                                                           |
| 1 | Победитель                                                         |
| 2 | Второе место                                                       |
| 3 | Третье место                                                       |
| 5 | Финишировал, заработав очки                                        |
| Сход | Не финишировал, но при этом заработал очки                         |
| 12 | Финишировал, не получив очков                                      |
| НКЛ | Финишировал, но не попал в финальную классификацию                 |
| 15 | Участвовал вне зачёта, либо по отдельной классификации             |
| 18 | Не финишировал, но попал в финальную классификацию                 |
| Сход | Не финишировал                                                     |
| НКВ | Не прошёл квалификацию                                             |
| НПКВ | Не прошёл предквалификацию                                         |
| ДСК | Дисквалифицирован                                                  |
| ИСК | Исключён из протокола соревнований                                 |
| ТТ | Заявлен для участия только в тренировках                           |
| НС | Участвовал в квалификации, но не стартовал в гонке                 |
| Т | Травмирован или болен                                              |
| ОТК | Отказ от участия                                                   |
| НТР | Прибыл на соревнования, но на трассу не выезжал                    |
| НПР | Был заявлен в числе участников, но не прибыл к началу соревнований |
| О | Соревнования отменены                                              |
| | Не участвовал                                                      |
| Поул-позиция |                                                                    |
| Быстрый круг |                                                                    |